# Виллот-Сен-Сен
Вилло́т-Сен-Сен (фр. Villotte-Saint-Seine) — коммуна во Франции, находится в регионе Бургундия. Департамент коммуны — Кот-д’Ор. Входит в состав кантона Сен-Сен-л’Аббеи. Округ коммуны — Дижон.
Код INSEE коммуны — 21705.

## Население
Население коммуны на 2010 год составляло 60 человек.
| 1962 | 1968 | 1975 | 1982 | 1990 | 1999 | 2010 |
| ---- | ---- | ---- | ---- | ---- | ---- | ---- |
| 118  | 109  | 88   | 61   | 50   | 74   | 60   |

## Экономика
В 2010 году среди 45 человек трудоспособного возраста (15—64 лет) 33 были экономически активными, 12 — неактивными (показатель активности — 73,3 %, в 1999 году было 66,7 %). Из 33 активных жителей работали 32 человека (15 мужчин и 17 женщин), безработным был 1 мужчина. Среди 12 неактивных 5 человек были учениками или студентами, 5 — пенсионерами, 2 были неактивными по другим причинам.